# عتاب (فلم)
عتاب فيلم عربي من إنتاج عام 1964.

## قصة الفيلم
عتاب فتاة بدوية، تعثر على شاب طافيا فوق الماء، قريبا من الشاطئ حيث توجد قبيلتها، تسرع بإنقاذه وتطبيبه، حتى يعود إلى حالته. تكشتف أنه فقد الذاكرة ولا يعرف هويته. أنه المليونير الشاب فؤاد الذي يسبب غيابه قلقا لدى خطيبته كوثر فتنشر إعلانا به صورته، يرى غضبان صورة فؤاد، فيقرر أن يبلغ كوثر، من أجل إلا يكون له منافس على قلب عتاب، ومن أجل استلام المكافأة. يعود فؤاد إلى المدينة، تذهب عتاب إلى هناك من أجل استرداده، لكن فؤاد لا يتعرف عليها بعد أن استرد ذاكرته، تشعر عتاب بالحزن الشديد، وتعود إلى قبيلتها، لكنها تجد فؤاد هناك في انتظارها.

## تمثيل
- سميرة توفيق
- محرم فؤاد
- حسن المليجي
- نصير قرطباوي
- إبراهيم خان
- ملك سكر

الإخراج: سيف الدين شوكت (إخراج)
التأليف: سيف الدين شوكت (قصة وسيناريو وحوار)